# 觀音交流道
觀音交流道為台灣台61線與台66線的交流道，位於台灣桃園市觀音區，指標分別為42k與0k，往東可與國道一號和國道三號連接。台61線觀音交流道以南於2017年12月5日通車 。
|  | 42 觀音 |  | 觀音      |
|  | 0 觀音  |  | 新屋 大園 |

## 後續計劃

### 平交路口高架化改善工程
觀音交流道至新屋交流道之間有「桃82線」、「桃84線」、「桃94線」、「桃89線」及「台15線」等平交路口，而台66與桃89及桃94鄉道之路口服務水準為A級、與桃84及桃82鄉道之路口服務水準為B級，尚符合快速公路服務水準D級以上。此路段最初設計為立體高架，但施工前因當地民代率領地主發動抗爭而變更設計，改為平面路段，完工後因事故頻傳，才又有民意要求改回立體交流道。
0K+100至9K+100段平交路口高架化改善工程於2022年1月26日獲國發會支持，將斥資80億立體化，並增設黃厝、樹仔腳兩交流道及改善觀音交流道，預計2022年送行政院核定，2028年完工。。

## 外部連結
- 台61線、台66線觀音交流道示意圖 （页面存档备份，存于）（公路總局）